# Вольмирштедт
Вольмирштедт (нем. Wolmirstedt) — город в Германии, в земле Саксония-Анхальт. Входит в состав района Бёрде (до реформы 2007 года входил в район Оре).
Расположен на берегу реки Оре, в 14 км с северу от Магдебурга.
Население составляет 11 477 человек (2013). Занимает площадь 54,29 км².
Впервые упоминается в 1009 году.